# Монтиньи-Монфор
Монтиньи́-Монфо́р (фр. Montigny-Montfort) — коммуна во Франции, находится в регионе Бургундия. Департамент коммуны — Кот-д’Ор. Входит в состав кантона Монбар. Округ коммуны — Монбар.
Код INSEE коммуны — 21429.

## Население
Население коммуны на 2010 год составляло 290 человек.
| 1962 | 1968 | 1975 | 1982 | 1990 | 1999 | 2010 |
| ---- | ---- | ---- | ---- | ---- | ---- | ---- |
| 286  | 289  | 309  | 328  | 318  | 290  | 290  |

## Экономика
В 2010 году среди 188 человек трудоспособного возраста (15—64 лет) 133 были экономически активными, 55 — неактивными (показатель активности — 70,7 %, в 1999 году было 68,4 %). Из 133 активных жителей работали 122 человека (62 мужчины и 60 женщин), безработных было 11 (8 мужчин и 3 женщины). Среди 55 неактивных 10 человек были учениками или студентами, 35 — пенсионерами, 10 были неактивными по другим причинам.